# Per Albin Hansson
Per Albin Hansson (Kulladal, 28 ottobre 1885 – Stoccolma, 6 ottobre 1946) è stato un politico svedese.
Leader del Partito Socialdemocratico dei Lavoratori di Svezia, è stato Primo ministro della Svezia dal 24 settembre 1932 al 19 giugno 1936 e dal 28 settembre 1936 al 6 ottobre 1946.